# Snowboarding na Zimowych Igrzyskach Olimpijskich 2014 – halfpipe mężczyzn
Halfpipe mężczyzn – jedna z konkurencji rozgrywanych w ramach snowboardingu na Zimowych Igrzyskach Olimpijskich 2014. Zawodnicy o medale olimpijskie rywalizowali 11 lutego w Ekstrim-park Roza Chutor położonym w Krasnej Polanie. Tytułu mistrza olimpijskiego z Vancouver bronił Amerykanin Shaun White.

## Terminarz
| Data      | Konkurencja  | Godzina rozpoczęcia | Godzina rozpoczęcia |
| Data      | Konkurencja  | Czas CET            | Czas lokalny        |
| --------- | ------------ | ------------------- | ------------------- |
| 11 lutego | Kwalifikacje | 11:00               | 14:00               |
| 11 lutego | Półfinał     | 16:00               | 19:00               |
| 11 lutego | Finał        | 18:30               | 21:30               |

## Tło
| Data                                                                      | Miejscowość                                                               | Zwycięzca                                                                 | Drugi                                                                     | Trzeci                                                                    | Źródło                                                                    |
| Wyniki halfpipe'u podczas zawodów Pucharu Świata w snowboardzie 2013/2014 | Wyniki halfpipe'u podczas zawodów Pucharu Świata w snowboardzie 2013/2014 | Wyniki halfpipe'u podczas zawodów Pucharu Świata w snowboardzie 2013/2014 | Wyniki halfpipe'u podczas zawodów Pucharu Świata w snowboardzie 2013/2014 | Wyniki halfpipe'u podczas zawodów Pucharu Świata w snowboardzie 2013/2014 | Wyniki halfpipe'u podczas zawodów Pucharu Świata w snowboardzie 2013/2014 |
| ------------------------------------------------------------------------- | ------------------------------------------------------------------------- | ------------------------------------------------------------------------- | ------------------------------------------------------------------------- | ------------------------------------------------------------------------- | ------------------------------------------------------------------------- |
| 24 sierpnia                                                               | Cardrona                                                                  | Ayumu Hirano                                                              | Taku Hiraoka                                                              | Christian Haller                                                          | [ 1 ]                                                                     |
| 13 grudnia                                                                | Ruka                                                                      | Janne Korpi                                                               | Johann Baisamy                                                            | Markus Malin                                                              | [ 2 ]                                                                     |
| 21 grudnia                                                                | Copper Mountain                                                           | Taylor Gold                                                               | Greg Bretz                                                                | Ben Ferguson                                                              | [ 3 ]                                                                     |
| 18 stycznia                                                               | Stoneham                                                                  | Ryō Aono                                                                  | Jan Scherrer                                                              | Scotty James                                                              | [ 4 ]                                                                     |
| Wyniki halfpipe'u na Zimowych Igrzyskach Olimpijskich 2010                |                                                                           |                                                                           |                                                                           |                                                                           |                                                                           |
| 17 lutego                                                                 | Vancouver                                                                 | Shaun White                                                               | Peetu Piiroinen                                                           | Scotty Lago                                                               | [ 5 ]                                                                     |
| Wyniki halfpipe'u na mistrzostwach świata 2011                            |                                                                           |                                                                           |                                                                           |                                                                           |                                                                           |
| 20 stycznia                                                               | La Molina                                                                 | Nathan Johnstone                                                          | Jurij Podładczykow                                                        | Markus Malin                                                              | [ 6 ]                                                                     |
| Wyniki halfpipe'u na mistrzostwach świata 2013                            |                                                                           |                                                                           |                                                                           |                                                                           |                                                                           |
| 20 stycznia                                                               | Stoneham                                                                  | Jurij Podładczykow                                                        | Taku Hiraoka                                                              | Markus Malin                                                              | [ 7 ]                                                                     |

## Wyniki

### Kwalifikacje
| 1.  | 1 | 2  | Ayumu Hirano       | Japonia                  | 92,25 | 64,75 | 92,25 | QF  |     |     |
| 2.  | 1 | 6  | Christian Haller   | Szwajcaria               | 74,00 | 83,75 | 83,75 | QF  |     |     |
| 3.  | 1 | 17 | David Hablützel    | Szwajcaria               | 48,75 | 81,00 | 81,00 | QF  |     |     |
| 4.  | 1 | 1  | Arthur Longo       | Francja                  | 79,25 | 20,75 | 79,25 | QS  |     |     |
| 5.  | 1 | 19 | Tim-Kevin Ravnjak  | Słowenia                 | 68,75 | 76,50 | 76,50 | QS  |     |     |
| 6.  | 1 | 18 | Shi Wancheng       | Chińska Republika Ludowa | 76,00 | 15,50 | 76,00 | QS  |     |     |
| 7.  | 1 | 5  | Greg Bretz         | Stany Zjednoczone        | 71,75 | 52,50 | 71,75 | QS  |     |     |
| 8.  | 1 | 13 | Seamus O’Connor    | Irlandia                 | 66,25 | 71,50 | 71,50 | QS  |     |     |
| 9.  | 1 | 4  | Johann Baisamy     | Francja                  | 71,25 | 36,75 | 71,25 | QS  |     |     |
| 10. | 1 | 20 | Derek Livingston   | Kanada                   | 34,25 | 70,25 | 70,25 |     |     |     |
| 11. | 1 | 16 | Lee Kwang-Ki       | Korea Południowa         | 27,00 | 69,50 | 69,50 |     |     |     |
| 12. | 1 | 15 | Dimi de Jong       | Holandia                 | 25,25 | 64,25 | 64,25 |     |     |     |
| 13. | 1 | 11 | Nikita Awtaniejew  | Rosja                    | 34,50 | 63,75 | 63,75 |     |     |     |
| 14. | 1 | 3  | Dolf van der Wal   | Holandia                 | 25,50 | 62,50 | 62,50 |     |     |     |
| 15. | 1 | 12 | Pawieł Charitonow  | Rosja                    | 58,75 | 54,50 | 58,75 |     |     |     |
| 16. | 1 | 10 | Ben Kilner         | Wielka Brytania          | 43,50 | 16,25 | 43,50 |     |     |     |
| 17. | 1 | 8  | Janne Korpi        | Finlandia                | 28,00 | 41,00 | 41,00 |     |     |     |
| 18. | 1 | 9  | Siergiej Tarasow   | Rosja                    | 23,00 | 39,50 | 39,50 |     |     |     |
| 19. | 1 | 7  | Ryō Aono           | Japonia                  | 37,50 | 13,00 | 37,50 |     |     |     |
| 20. | 1 | 14 | Dominic Harington  | Wielka Brytania          | 12,75 | 37,25 | 37,25 |     |     |     |
| 1.  | 2 | 25 | Shaun White        | Stany Zjednoczone        | 95,75 | 70,75 | 95,75 | QF  |     |     |
| 2.  | 2 | 28 | Taku Hiraoka       | Japonia                  | 92,25 | 63,50 | 92,25 | QF  |     |     |
| 3.  | 2 | 39 | Danny Davis        | Stany Zjednoczone        | 92,00 | 73,75 | 92,00 | QF  |     |     |
| 4.  | 2 | 27 | Zhang Yiwei        | Chińska Republika Ludowa | 90,00 | 89,75 | 90,00 | QS  |     |     |
| 5.  | 2 | 24 | Taylor Gold        | Stany Zjednoczone        | 81,50 | 87,50 | 87,50 | QS  |     |     |
| 6.  | 2 | 33 | Kent Callister     | Australia                | 87,00 | 25,50 | 87,00 | QS  |     |     |
| 7.  | 2 | 29 | Nathan Johnstone   | Australia                | 86,00 | 27,50 | 86,00 | QS  |     |     |
| 8.  | 2 | 26 | Jurij Podładczykow | Szwajcaria               | 15,00 | 82,00 | 82,00 | QS  |     |     |
| 9.  | 2 | 23 | Jan Scherrer       | Szwajcaria               | 43,50 | 69,75 | 69,75 | QS  |     |     |
| 10. | 2 | 21 | Scotty James       | Australia                | 68,50 | 15,00 | 68,50 |     |     |     |
| 11. | 2 | 38 | Johannes Höpfl     | Niemcy                   | 61,25 | 65,50 | 65,50 |     |     |     |
| 12. | 2 | 30 | Crispin Lipscomb   | Kanada                   | 29,25 | 65,25 | 65,25 |     |     |     |
| 13. | 2 | 40 | Markus Malin       | Finlandia                | 33,50 | 62,50 | 62,50 |     |     |     |
| 14. | 2 | 31 | Kim Ho-Jun         | Korea Południowa         | 61,75 | 20,00 | 61,75 |     |     |     |
| 15. | 2 | 35 | Jan Kralj          | Słowenia                 | 59,75 | 27,75 | 59,75 |     |     |     |
| 16. | 2 | 37 | Michał Ligocki     | Polska                   | 4,50  | 55,00 | 55,00 |     |     |     |
| 17. | 2 | 22 | Ayumu Nedefuji     | Japonia                  | 54,50 | 28,75 | 54,50 |     |     |     |
| 18. | 2 | 36 | Ilkka-Eemeli Laari | Finlandia                | 49,00 | 52,00 | 52,00 |     |     |     |
| 19. | 2 | 34 | Brad Martin        | Kanada                   | 31,25 | 22,50 | 31,25 |     |     |     |
| 20. | 2 | 32 | Peetu Piiroinen    | Finlandia                | DNS   | DNS   | DNS   | DNS | DNS | DNS |

### Półfinał
| Pozycja | Nr | Zawodnik           | Reprezentacja            | Zjazdy | Zjazdy | Najlepszy | Uwagi |     |
| Pozycja | Nr | Zawodnik           | Reprezentacja            | 1      | 2      | Najlepszy | Uwagi |     |
| ------- | -- | ------------------ | ------------------------ | ------ | ------ | --------- | ----- | --- |
| 1.      | 26 | Jurij Podładczykow | Szwajcaria               | 87,50  | 41,25  | 87,50     | QF    |     |
| 2.      | 5  | Greg Bretz         | Stany Zjednoczone        | 83,00  | 44,25  | 83,00     | QF    |     |
| 3.      | 33 | Kent Callister     | Australia                | 49,25  | 79,50  | 79,50     | QF    |     |
| 4.      | 27 | Zhang Yiwei        | Chińska Republika Ludowa | 45,00  | 79,25  | 79,25     | QF    |     |
| 5.      | 18 | Shi Wancheng       | Chińska Republika Ludowa | 15,50  | 78,50  | 78,50     | QF    |     |
| 6.      | 19 | Tim-Kevin Ravnjak  | Słowenia                 | 72,00  | 75,50  | 75,50     | QF    |     |
| 7.      | 29 | Nathan Johnstone   | Australia                | 25,75  | 73,50  | 73,50     |       |     |
| 8.      | 24 | Taylor Gold        | Stany Zjednoczone        | 26,00  | 60,75  | 60,75     |       |     |
| 9.      | 13 | Seamus O’Connor    | Irlandia                 | 54,00  | 43,00  | 54,00     |       |     |
| 10.     | 4  | Johann Baisamy     | Francja                  | 18,50  | 37,00  | 37,00     |       |     |
| 11.     | 1  | Arthur Longo       | Francja                  | 12,00  | 31,75  | 31,75     |       |     |
| -       | 23 | Jan Scherrer       | Szwajcaria               | DNS    | DNS    | DNS       | DNS   | DNS |

### Finał
| Pozycja | Nr | Zawodnik           | Reprezentacja            | Zjazdy | Zjazdy | Najlepszy |
| Pozycja | Nr | Zawodnik           | Reprezentacja            | 1      | 2      | Najlepszy |
| ------- | -- | ------------------ | ------------------------ | ------ | ------ | --------- |
| 01 !    | 26 | Jurij Podładczykow | Szwajcaria               | 86,50  | 94,75  | 94,75     |
| 02 !    | 2  | Ayumu Hirano       | Japonia                  | 90,75  | 93,50  | 93,50     |
| 03 !    | 28 | Taku Hiraoka       | Japonia                  | 45,50  | 92,25  | 92,25     |
| 4.      | 25 | Shaun White        | Stany Zjednoczone        | 35,00  | 90,25  | 90,25     |
| 5.      | 17 | David Hablützel    | Szwajcaria               | 80,75  | 88,50  | 88,50     |
| 6.      | 27 | Zhang Yiwei        | Chińska Republika Ludowa | 87,25  | 58,50  | 87,25     |
| 7.      | 18 | Shi Wancheng       | Chińska Republika Ludowa | 81,00  | 25,00  | 81,00     |
| 8.      | 19 | Tim-Kevin Ravnjak  | Słowenia                 | 72,25  | 16,50  | 72,25     |
| 9.      | 33 | Kent Callister     | Australia                | 40,00  | 68,50  | 68,50     |
| 10.     | 39 | Danny Davis        | Stany Zjednoczone        | 53,00  | 45,25  | 53,00     |
| 11.     | 6  | Christian Haller   | Szwajcaria               | 46,25  | 51,50  | 51,50     |
| 12.     | 5  | Greg Bretz         | Stany Zjednoczone        | 21,75  | 26,50  | 26,50     |